# Democratic Action Party

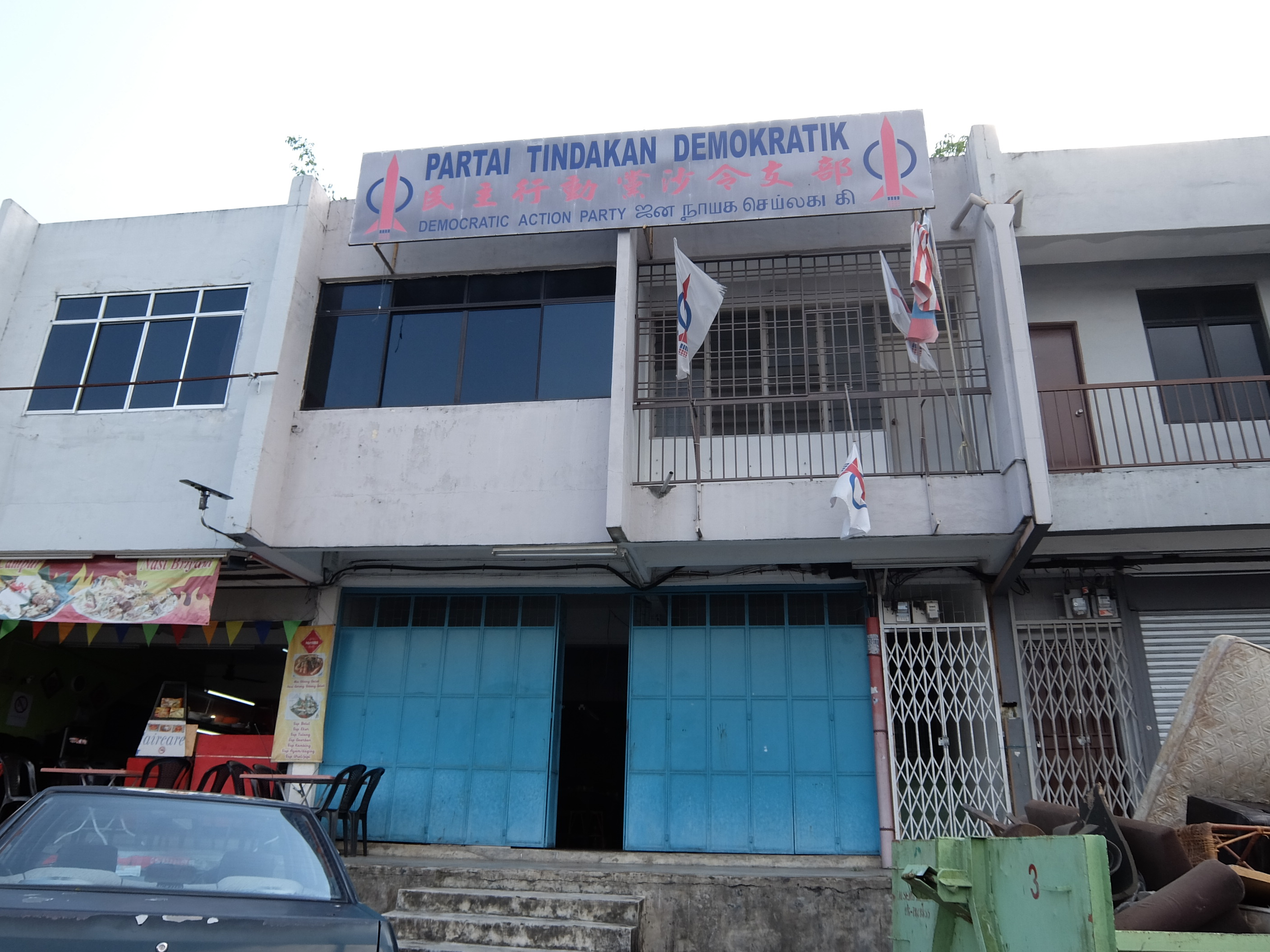
Democratic Action Party

Democratic Action Party (DAP malaysiska: Tindakan Parti Demokratik) är ett socialistiskt oppositionsparti i Malaysia. Dess väljare är kineser bosatta i städer. Starka fästen för partiet finns i delstaterna Penang, Perak och Sarawak.

## Grundande
DAP var ursprungligen en del av Singapores People’s Action Party. Sedan Singapore lämnat Malaysia, blev det ett separat parti.
Partiet grundades i oktober 1965, och registrerades i mars 1966 som ett socialdemokratiskt parti.
I oktober 1967 gick partiet med i Socialistinternationalen, en sammanslutning av 55 dåvarande socialdemokratiska, socialistiska och arbetarpartier.
DAP bildade med tre andra oppositionspartier - inklusive det islamistiska Parti Islam Se-Malaysia - Barisan Alternatif (Alternative Front).
Samarbetet med ett parti som strävar efter en teokrati gjorde många av de icke-muslimska väljarna besvikna på DAP. Det ses som den främsta orsaken till att två viktiga DAP politiker parlamentsplatser i valet 1999, däribland ordföranden Lim Kit Siang.
Den 21 september 2001 lämnade DAP Barisan Alternatif, som bröt upp under 2004.
I valet 2008, bildade DAP igen en koalition med de två största partierna i fd Barisan Alternatif. Den heter Pakatan Rakyat och leds av Anwar Ibrahim. I det malaysiska parlamentet fick koalitionen totalt 46,7% av rösterna, vilket ledde till 82 av de 222 platserna. DAP fick 13,7% av rösterna och 28 mandat. Pakatan Rakyat kunde även vinna majoriteten i fem av de 13 malaysiska staternas parlament och bilda regering där.